# 洛杉矶政府
洛杉磯市政府（英語：Government of the City of Los Angeles）是依據《洛杉磯市憲章》而成立的特許城市政府，而非普通法城市政府。
洛杉磯市民選政府包括擁有15個選區組成的洛杉磯市議會、採用“市長—議會制”的洛杉磯市長和其他幾個民選辦公室組成。根據《加利福尼亞州憲法》，加利福尼亞州境內所有司法、學校、縣及市（包括特許城市）的官員必須是無黨派傾向的。 現任市長是凱倫·巴斯，洛杉磯市檢察官是海蒂·菲爾德斯坦·索托，洛杉磯市主計長則是肯尼斯·梅西亞。
除此之外，洛杉磯市政府還包括其他許多部門和任命官員，例如洛杉磯警察局、洛杉磯消防局、洛杉磯交通局、洛杉磯公共圖書館、洛杉磯公共工程局（Los Angeles Department of Public Works）和洛杉磯水電局等。

## 政府架構

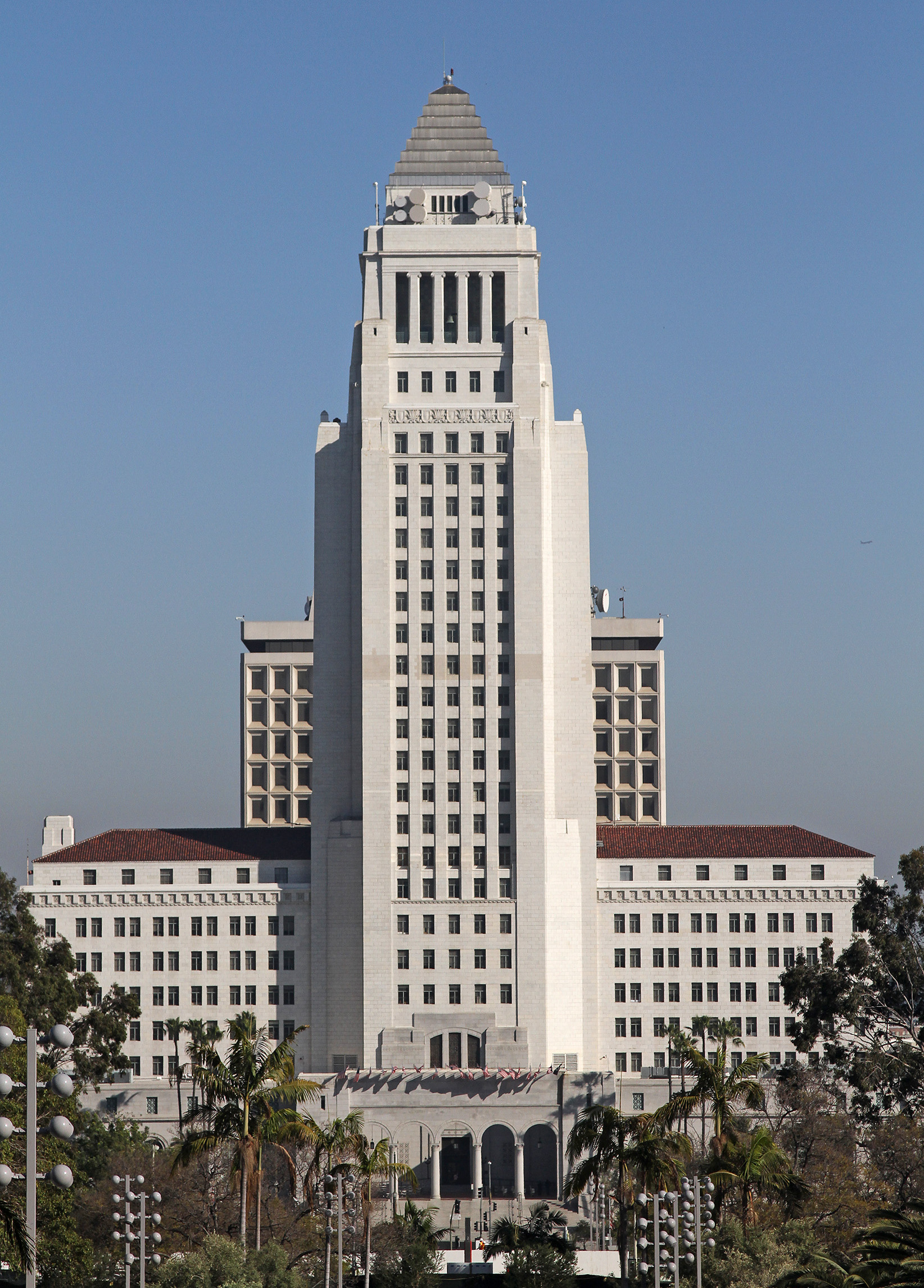
洛杉磯市政廳

洛杉磯市政府由市長、市議員、市檢察官、市書記官、市主計長、市財務長（Treasury）、各局辦首長及其委員會或理事會成員、洛杉磯警政委員會委員長和條例所規定的其他成員。

### 市長
市長是洛杉磯市的行政首長； 其任期為四年， 連任不得超過兩屆。 現任洛杉磯市長為凱倫·巴斯

### 市議會
市議會是洛杉磯市的管理機關。該議會由15名從單一選區選舉產生的議員組成；每名議員的任期為四年，最多可連任三屆。議會主席及其副手議會臨時主席由議會成員在單數年6月30日後的第一次例會上選舉產生，而議會助理臨時主席則由議會主席任命產生。洛杉磯市議會現任主席為保羅·克雷科里安，臨時主席為馬奎斯·哈里斯-道森，助理臨時主席為鮑勃·布魯門菲爾德。
洛杉磯市議會每週二、三、五上午10點在洛杉磯市政廳舉行定期會議， 假期或特別決議決定的情況例外。

### 警政部門

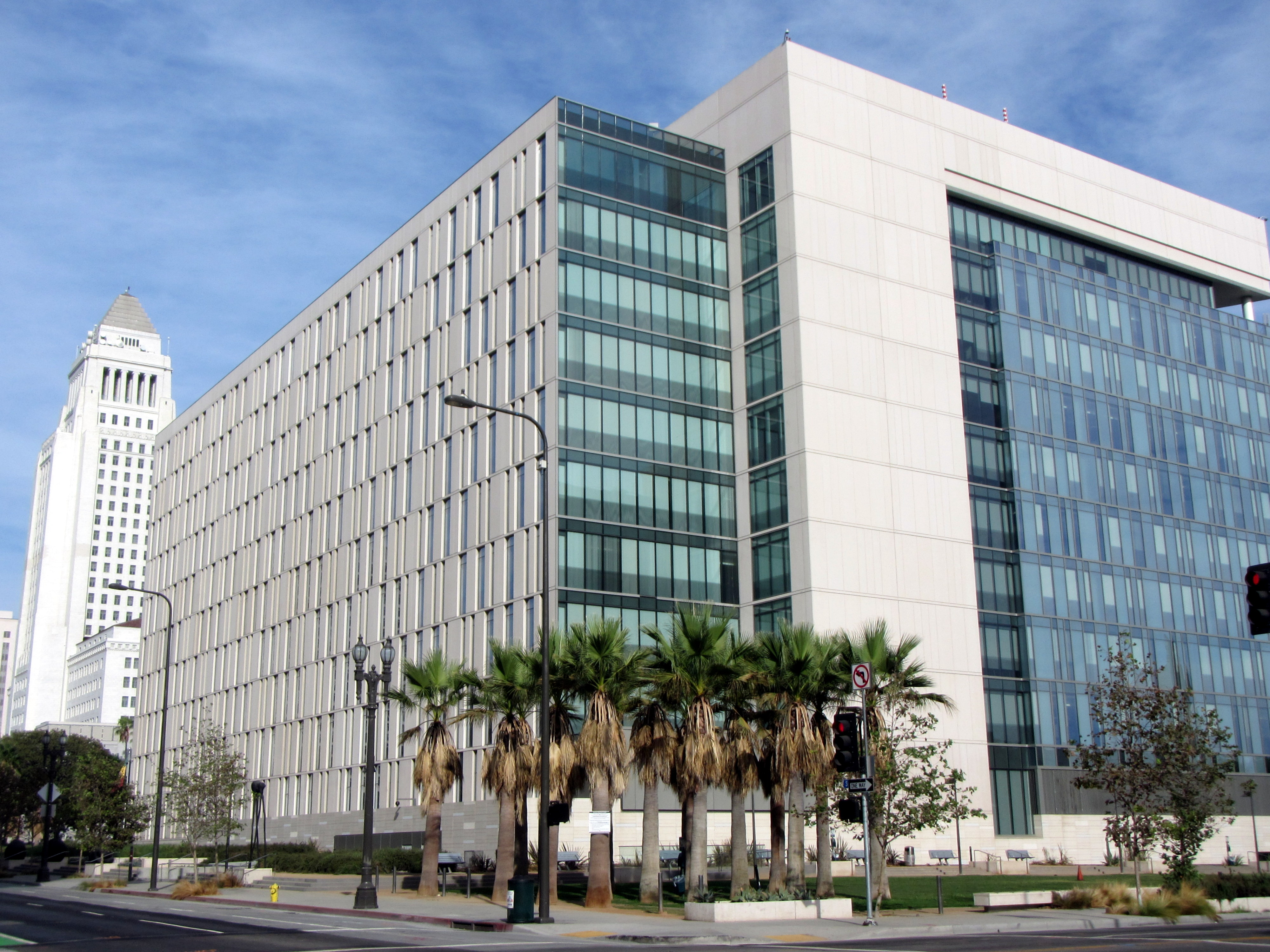
洛杉磯警察局總部

洛杉磯警察局是洛杉磯市的治安維護機關，它由洛杉磯警政委員會和洛杉磯警察局長共同管理。
洛杉磯市內還設有其他專門的警政機關，例如：洛杉磯港務局（Los Angeles Harbor Department）內的港口警隊，他們負責洛杉磯港內陸地、空域及海域的執法任務；洛杉磯園林局（City of Los Angeles Department of Recreation and Parks）內的公園巡邏隊，他們主要負責格里菲斯公園的治安和消防工作；洛杉磯世界機場管理局的機場警隊，他們則負責在洛杉磯國際機場和范奈斯機場執行執法任務。此外，洛杉磯市還曾設有總務警察局，他們為除格里菲斯公園之外的其他洛杉磯市所屬的物業和公園提供警察服務；不過他們已於2012年併入到洛杉磯警察局。同其他學區一樣，洛杉磯聯合學區也設有他們自己的校警局，負責市內校區及大學校園的安全工作。

### 社區理事會
洛杉磯社區理事會是依據1999年獲得洛杉磯選民批准的修訂版《洛杉磯市憲章》而設立，該理事會定位為一個為社區提供咨詢的機構。社區理事會代表了社區利益相關者的多樣性，而社區利益相關者特指在該社區生活、工作或擁有財產的人。 社區理事會具有相對自治性和自發性，因為它們自行確定自己社區的邊界、制定自己的章程並選舉自己的官員。 洛杉磯市目前有99個社區。

### 其他部門

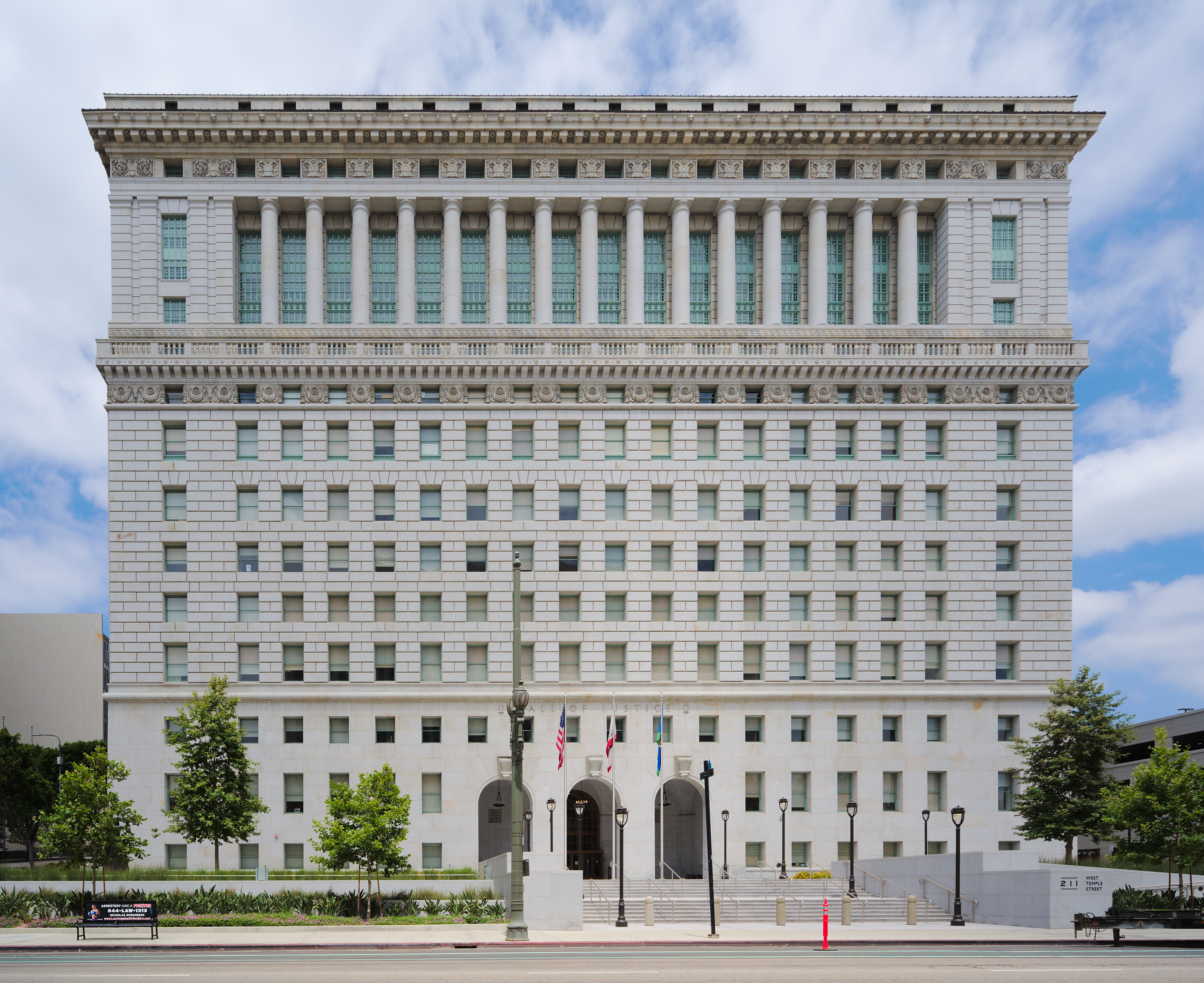
司法大廳 (洛杉磯)

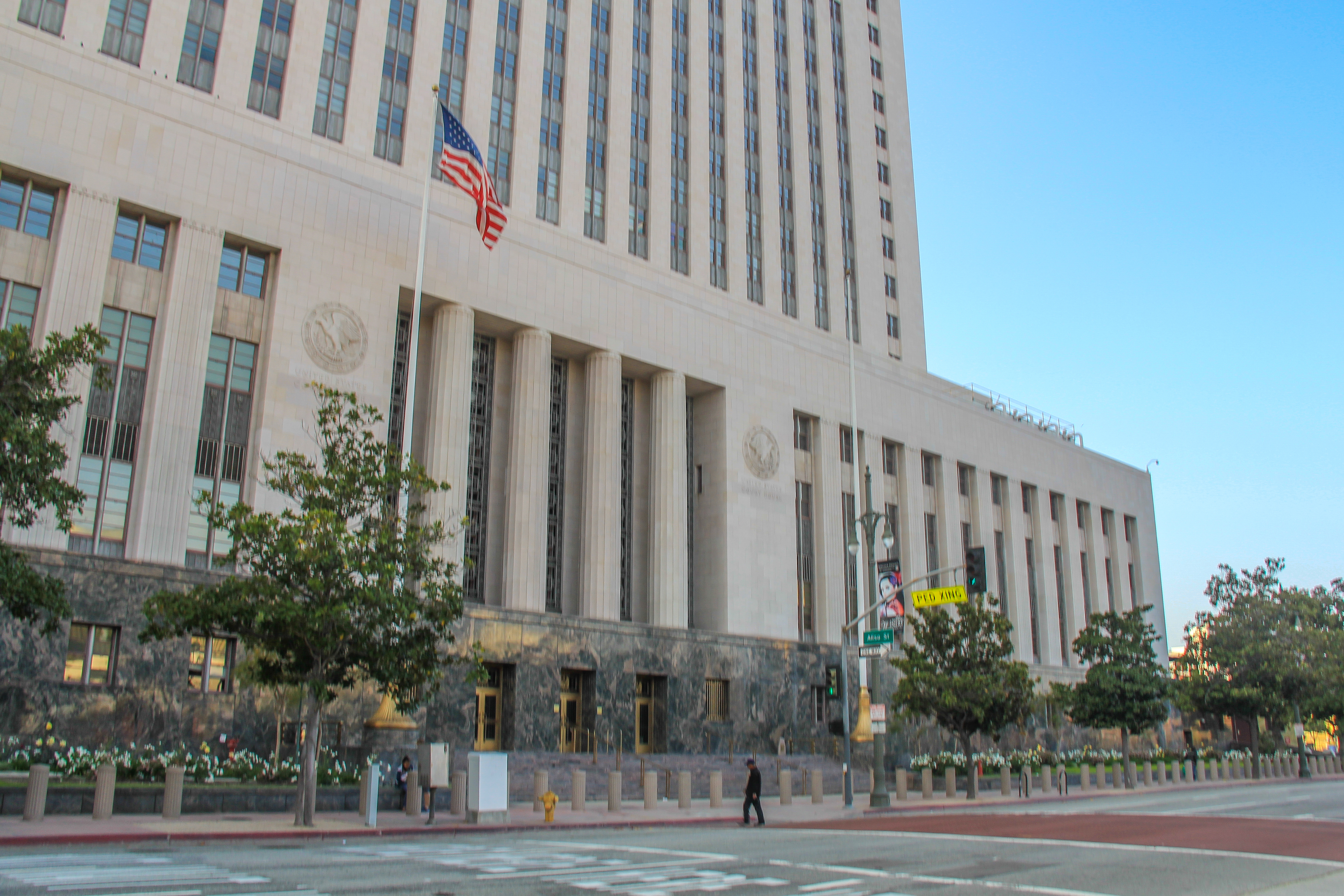
春街法院

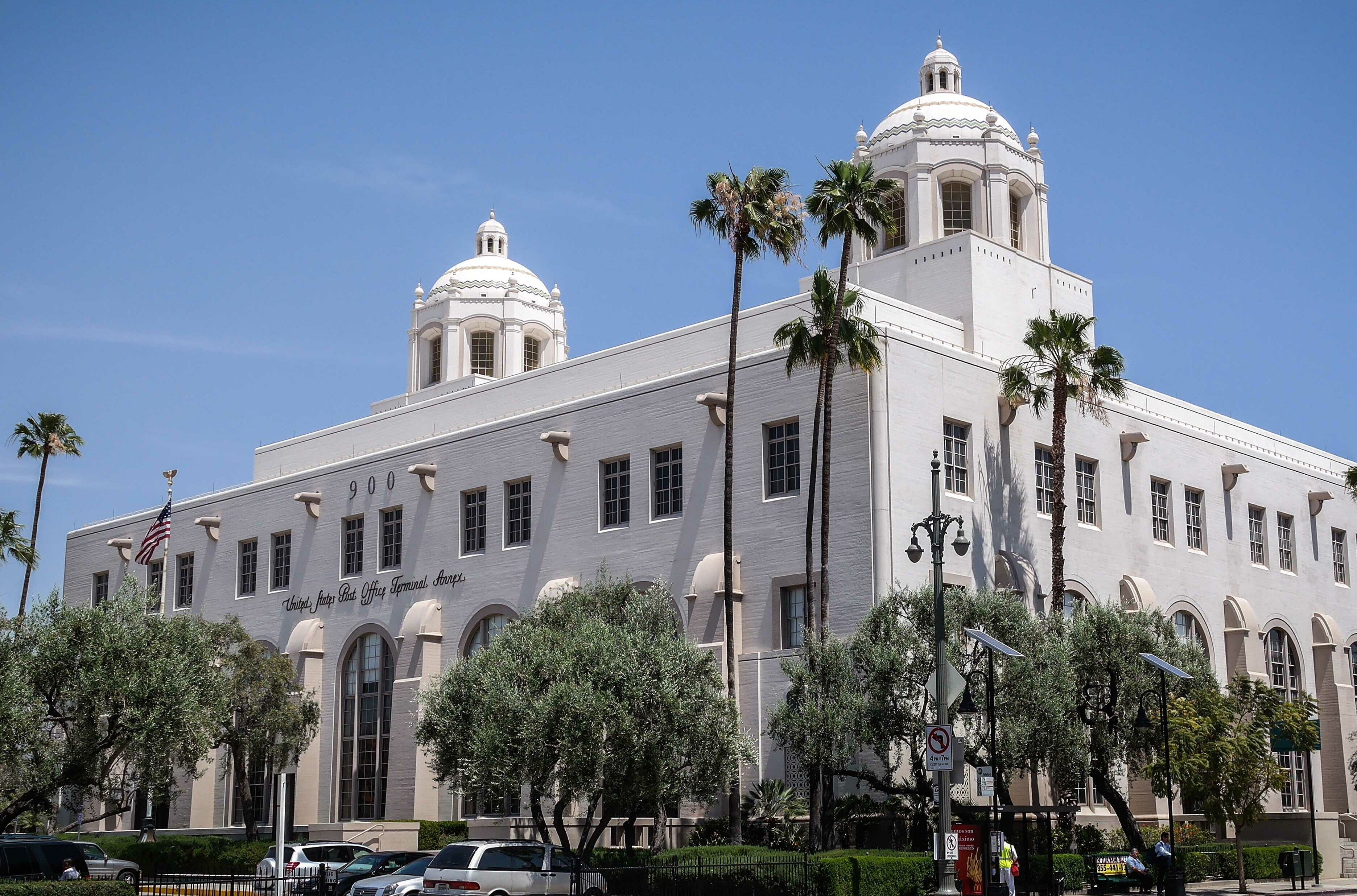
美國郵政局—洛杉磯終端附屬建築

市檢察官是洛杉磯市的民選官員，其職責是該市的法律顧問，同時還可以起訴市內輕罪類刑事犯罪。市書記官負責保存該市市政及選舉相關的記錄。市主計長則是通過該市選舉產生的本市審計官和首席會計師。市財務長（Treasury）在負責處理本市的財政相關事務。
此外，還有許多部門和任命官員，例如：
- 經濟與勞動力發展局（Economic & Workforce Development Department）

- 洛杉磯市住房管理局（英语：Housing Authority of the City of Los Angeles）

- 洛杉磯市書記處（英语：Los Angeles City Clerk）

- 洛杉磯消防局（英语：Los Angeles Fire Department）

- 洛杉磯市住房與社區投資局（Los Angeles Housing + Community Investment Department）

- 洛杉磯公共圖書館

- 洛杉磯公共工程局（Los Angeles Department of Public Works）

- 洛杉磯園林局（Los Angeles Department of Recreation and Parks）

- 洛杉磯交通局（英语：Los Angeles Department of Transportation）

- 洛杉磯水電局（英语：Los Angeles Department of Water and Power）

- 洛杉磯世界機場管理局（英语：Los Angeles World Airports）
  - 洛杉磯機場警察隊（英语：Los Angeles Airport Police）
  - 洛杉磯國際機場管理處
  - 范奈斯機場管理處（英语：Van Nuys Airport）

- 財政辦公室（Office of Finance）

- 洛杉磯港務局
  - 洛杉磯港口警隊（英语：Los Angeles Port Police）

## 選舉概況
洛杉磯市最近一次選舉是2022年舉行的選舉。在這次選舉中，時任市長埃里克·加塞蒂由於任期限制而不得不辭職改選， 凱倫·巴斯經過兩輪投票擊敗瑞克·卡羅素當選市長；海蒂·菲爾德斯坦·索托則擊敗費薩爾·吉爾當選市檢察官；肯尼斯·梅西亞則擊敗保羅·科雷茨當選市主計長。同時在本次選舉中還將改選洛杉磯市議會中15名議員中的8名，以及洛杉磯聯合學區教育委員會（LAUSD Board of Education）7名委員中的3名。

## 政黨傾向
| 選舉年 | 民主党 | 民主党    | 共和黨 | 共和黨  |
| 選舉年 | 得票率 | 得票數    | 得票率 | 得票數  |
| ------ | ------ | --------- | ------ | ------- |
| 2020年 | 76.6%  | 1,223,737 | 21.4%  | 342,545 |
| 2016年 | 78.5%  | 1,017,038 | 16.4%  | 212,080 |
| 2012年 | 76.4%  | 902,038   | 21.0%  | 248,182 |
| 2008年 | 76.3%  | 931,093   | 21.8%  | 265,941 |
| 2004年 | 71.4%  | 785,489   | 27.4%  | 301,097 |
| 2000年 | 73.1%  | 574,300   | 22.2%  | 174,693 |
| 1996年 | 67.2%  | 576,146   | 23.5%  | 201,739 |
| 1992年 | 62.4%  | 633,283   | 21.7%  | 220,539 |
| 1988年 | 61.3%  | 607,541   | 37.4%  | 370,980 |
| 1984年 | 54.9%  | 503,393   | 44.0%  | 404,232 |
| 1980年 | 47.6%  | 424,363   | 42.0%  | 374,604 |
| 1976年 | 56.3%  | 517,485   | 41.8%  | 383,774 |
| 1972年 | 51.2%  | 549,176   | 46.3%  | 496,896 |
| 1968年 | 55.7%  | 565,804   | 39.9%  | 405,570 |
| 1964年 | 64.5%  | 696,234   | 35.5%  | 383,144 |

至少從1964年開始，洛杉磯市在歷屆美國總統選舉中均支持民主黨總統候選人。而自1992年老布什競選總統連任後的連續7屆總統選舉中，共和黨總統候選人在洛杉磯市的得票率均未超過30%。

## 市政法規
《洛杉磯市憲章》是洛杉磯市成立的法源文件，而依據該憲章，洛杉磯市的絕大部分立法權歸洛杉磯市議會所有並通過法令行使，但需遵守憲章賦予市長的否決權及批准權。
依據上述權力，市議會制定並頒布了《洛杉磯市行政法規（Los Angeles Administrative Code）》，其中包含了行政和程序條例；以及《洛杉磯市市政法規（Los Angeles Municipal Code）》，其中包括了成文的監管和刑事條例。除非另有規定的輕罪，否則違反上述法規將有可能被洛杉磯市政當局依據簡易程序罪行起訴。

### 出典
1. ↑  . California Legislative Information. 加利福尼亞州政府.   [2023-11-23]. （原始内容存档于2023-11-23）. (a) All judicial, school, county, and city offices, including the Superintendent of Public Instruction, shall be nonpartisan.
2. ↑  Charter 2023，Vol I, Article II, Sec 200.
3. ↑  Charter 2023，Vol I, Article II, Sec 230.
4. ↑  Charter 2023，Vol I, Article II, Sec 205.
5. ↑  Charter 2023，Vol I, Article II, Sec 206.
6. ↑  . 洛杉磯官方網站.   [2023-11-23]. （原始内容存档于2023-12-22）.
7. ↑  Musso et al. 2007，第4頁.
8. ↑  Chen, Cooper & Sun 2009，第S110頁.
9. ↑  . 洛杉磯市政府.   [2023-11-23]. （原始内容存档于2022-08-12）.
10. ↑  . 路透社. 2017-03-09  [2023-11-23]. （原始内容存档于2023-11-23）.
11. ↑  David Zahniser. . 洛杉磯時報. 2022-03-18  [2023-11-23]. （原始内容存档于2024-02-10）.
12. ↑  Charter 2023，Vol I, Article II, Sec 240.
13. ↑  Code 2023，§ 36900 et seq.
14. ↑  Code 2023，§ 36900(a).

### 文獻
- . AmeLegal. American Legal Publishing. 2023-09-30  [2023-11-23]. （原始内容存档于2023-11-23） （英语）.

- . California Legislative Information. 加利福尼亞州政府.   [2023-11-24]. （原始内容存档于2024-01-03）.

- Musso, Juliet; Weare, Christopher; Elliot, Mark; Kitsuse, Alicia; Shiau, Ellen.  (PDF). Civic Engagement Public Policy Briefing (洛杉磯: 南加州大學). 2007  [2023-11-23]. （原始内容存档 (PDF)于2023-11-23） （英语）.

- Chen, Bin; Cooper, Terry L.; Sun, Rong. . 公共行政評論（英语：Public Administration Review） (華盛頓特區: 美國公共行政學會（英语：American Society for Public Administration）). 2009, 69 (s1): S108–S115. doi:10.1111/j.1540-6210.2009.02097.x （英语）.

## 延伸閱讀
- Murray, Bobbi. . Los Angeles（英语：Los Angeles (magazine)）. Vol. 45 no. 6 (Los Angeles: Emmis Communications). 2000-06: 26. ISSN 1522-9149 –Google Books （英语）.

## 外部連接
- 洛杉磯市官方網站 （页面存档备份，存于）
- 洛杉磯市的X（前Twitter）
- 洛杉磯市的Facebook專頁
- 洛杉磯市的Instagram帳戶
- YouTube上的洛杉磯市頻道